# Волтонвілл (Іллінойс)
Волтонвілл (англ. Waltonville) — селище (англ. village) в США, в окрузі Джефферсон штату Іллінойс. Населення — 408 осіб (2020).

## Географія
Волтонвілл розташований за координатами 38°13′6″ пн. ш. 89°2′6″ зх. д. / 38.21833° пн. ш. 89.03500° зх. д. (38.218380, -89.034997).  За даними Бюро перепису населення США в 2010 році селище мало площу 3,12 км², з яких 3,06 км² — суходіл та 0,05 км² — водойми.

## Демографія
Згідно з переписом 2010 року, у селищі мешкали 434 особи в 173 домогосподарствах у складі 113 родин. Густота населення становила 139 осіб/км².  Було 187 помешкань (60/км²).
Расовий склад населення:
| - 98,6 % — білих - 0,5 % — корінних американців - 0,5 % — чорних або афроамериканців |

До двох чи більше рас належало 0,0 %. Частка іспаномовних становила 0,7 % від усіх жителів.
За віковим діапазоном населення розподілялося таким чином: 27,9 % — особи молодші 18 років, 57,1 % — особи у віці 18—64 років, 15,0 % — особи у віці 65 років та старші. Медіана віку мешканця становила 37,3 року. На 100 осіб жіночої статі у селищі припадало 96,4 чоловіків;  на 100 жінок у віці від 18 років та старших — 93,2 чоловіків також старших 18 років.
Середній дохід на одне домашнє господарство  становив 55 266 доларів США (медіана — 40 000), а середній дохід на одну сім'ю — 59 913 долари (медіана — 42 500). Медіана доходів становила 44 659 доларів для чоловіків та 28 333 долари для жінок. За межею бідності перебувало 20,6 % осіб, у тому числі 31,6 % дітей у віці до 18 років та 3,0 % осіб у віці 65 років та старших.
Цивільне працевлаштоване населення становило 189 осіб. Основні галузі зайнятості: освіта, охорона здоров'я та соціальна допомога — 27,5 %, роздрібна торгівля — 18,0 %, будівництво — 12,2 %, мистецтво, розваги та відпочинок — 10,1 %.